# Вацлав Міхал Фойґт
Фойґт Міхал Вацлав (чеськ. Michal Václav Voigt, пол. Michał Wacław Voigt, нім. Michael Wenzel Voigt; *5 жовтня 1765, м.Фрідлант, нині Ліберецького краю, Чехія — †24 вересня 1830, Оломоуц, тепер Чехія) — філософ, педагог і бібліограф, професор Краківського (1804-1809) і Львівського (1810-1813) університетів. Перший професор педагогіки у вказаних університетах. Автор праць з філософії Арістотеля та І.Канта. Писав німецькою мовою.

## Життєпис

### Юні роки
Народився Міхал Вацлав Фойґт 5 жовтня 1765 в невеличкому містечку Фрідлант (чеськ. Frýdlant) австрійської провінції Богемія (нині Чехія). Там він закінчив елементарну школу, а згодом гімназію в Празі. У 1787 році став випускником Празького університету, де крім обов'язкових предметів вивчав філософію, педагогіку та загальну історію. Наступні десять років (1788-1798) Фойґт учителює в гімназії містечка Колютова (нині Чехія), де місцева громада вшанувала його титулом почесного громадянина, а з 1798 року перебирається до Праги на посаду професора риторики академічної гімназії. 

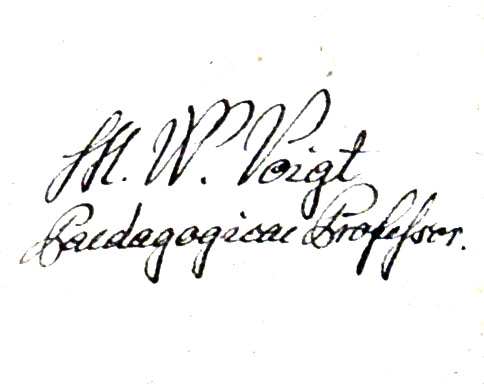
Підпис Вацлава Міхала Фойґта

### Викладацька кар'єра у Кракові і Львові
З 1804 року розпочинається його університетська викладацька кар'єра. Протягом наступних п'яти років Фойґт - надзвичайний професор логіки, метафізики, етики і педагогіки Яґеллонського університету. Тут, працюючи провізоричним бібліотекарем, учений здійснив каталогізацію університетської бібліотеки. 
У 1809 році Вацлав Фойґт став надзвичайним професором теоретичної і практичної філософії у Львівському ліцеї, що у 1805-1817 роках діяв на місці університету. У 1812 році він став першим надзвичайним професором педагогіки з окладом 1100 флоринів, однак вже 1813 року через конфлікт з керівництвом був змушений залишити викладацьку діяльність. На думку історика Людвіга Фінкеля, Фойгт впав у немилість до університетської влади, оскільки не дотримувався обов'язкових норм перевірки знань студентів. На іспитах він використовував способи опитування, які суттєво відрізнялися від традиційних, а саме - приносив власні запитання, поділені на три частини, які студенти повинні були відкривати у довільному місці і відповідати на обрані таким чином запитання. До оцінок Фойґт додавав "cum laude" або "ex gratia". Відомо також, що він подавав від свого імені пропозиції про щомісячні слухання на філософському факультеті з приводу успішності студентів. Представники освітньої влади краю висловили незадоволення такими ініціативами і професора було усунуто від викладацької діяльності. 

### Повернення до Чехії
У 1813 році В.Фойґт переїжджає до чеського міста Оломоуц (чеськ. Olomouc) на посаду бібліотекаря ліцею, де здійснив каталогізацію бібліотеки, а згодом його було призначено віце-ректором філософських студій у цьому ж містечку. В Оломоуці він і помер 24 вересня 1830 року. 

### Наукова діяльність
Наукові погляди Вацлава Фойґта сформувалися під впливом філософської спадщини Іммануїла Канта. Фойґт вважав метою людського життя прагнення до Божої правди і моральності, яких можна досягнути через відчуття краси, вищості духу та розважанням над людською і Божою природою. Тривалий час вчений присвятив дослідженню етико-філософських поглядів Арістотеля, зокрема опублікував його "Риторику" з власними коментарями. Паралельно вивчав методику викладання філософії і аналізував проблеми виховання молодого покоління. Був обраний почесним членом Єнського латинського товариства.

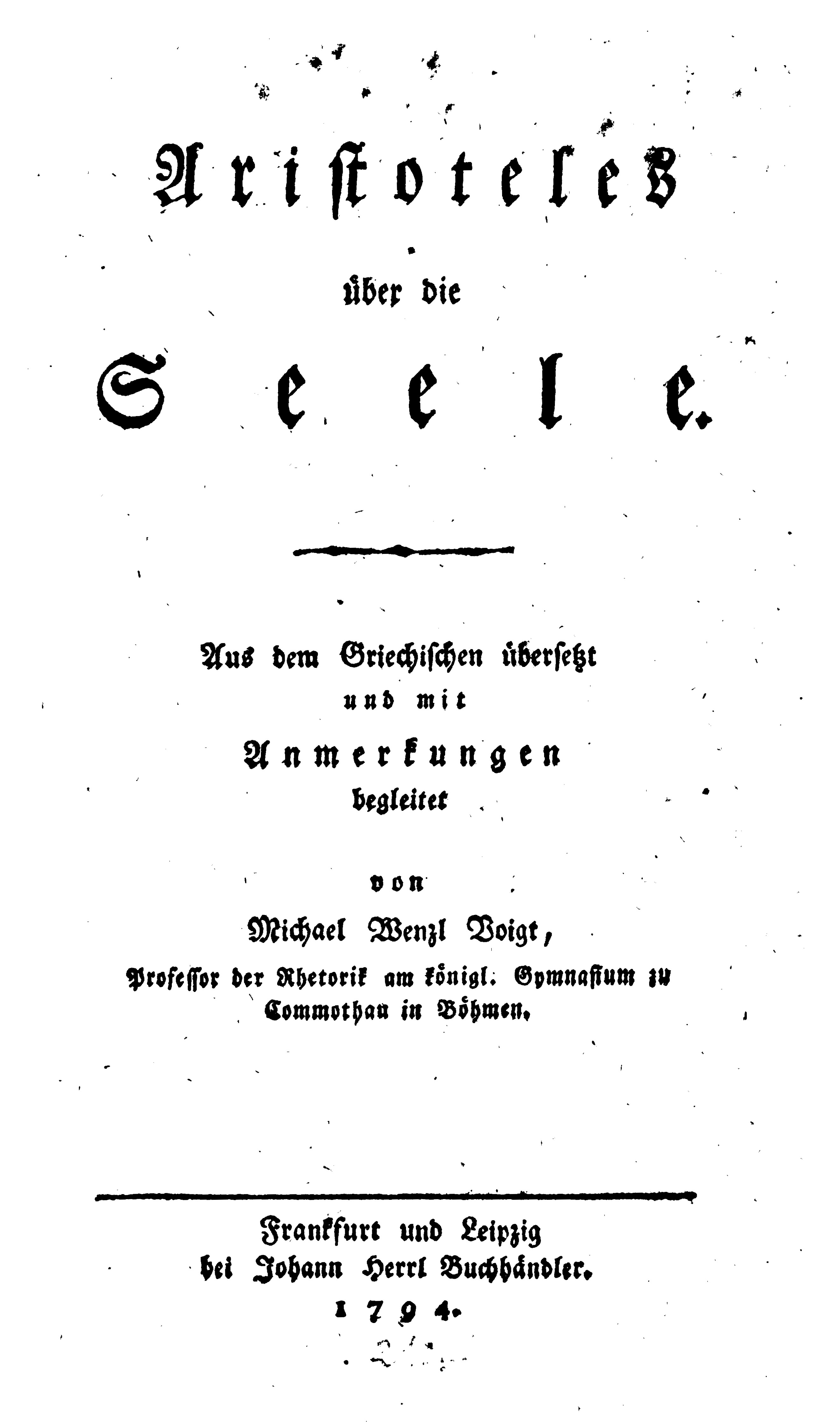
В.М.Фойґт. Обкладинка праці Aristoteles über vie Seele. Видання 1784 року

## Основні праці
- Aristoteles über vie Seele, aus dem Griechischen ubersetzt und mit Anmerkungen begleitet. Frankfurt und Leipzig. 1784.
- Die Quellen der Sedenruhe, sowie sie der Mensch in seinem Gemuthe findet. Zur inneren Beruhigung fur venkende Manner. Prag. 1799.
- Allgemeiner Uiberblick der Wissenschaftskunde oder Enzyklopadie der Wissenschaften. Prag. 1801.
- Skize eines Lehrbuchs der theoretischen und praktischen Philosophie für die studierende Jugend in den k.k. Staaten. Prag. 1801.
- Verzeichnis der vorzüglichsten Werke des Fach der Philosophie betreffend aus den neueren Zeiten, um deren Herbeischaffung für die k. Und k.u.k. Universitätsbibliotheken allerunterthänigst geben wird. Prag. 1801.
- Vorlesungen über allegemeine Geschichte. Prag. 1801.
- Vortrag über die Art, wie die Feyer des Gedächtnistages derr Befreiung unserer Stadt... Begangen worden dürfe. Prag. 1801.
- Zum Begriffe der Philosophie. Prag. 1801.
- Die Rhetorik des Aristoteles. Aus dem Griechischen ubersetzt und mit Anmerkungen, einer in halts anzeige und vollstandigen Registern versehen. Prag. 1803.
- Die Geschichte der Universitat Krakau. // Haller allgemeine Literatur-Zeitung. Krakau. 1806, nr.109-112.
- Die Art, wie die studierende Jugend aus der Philosophie gepruft u. classificirt zu werden pflegt. Lemberg. 1811.
- Źródła spokoyności duszy które człowiek w swym własnym umyśle znayduie, dla wewnętrznego zaspokoienia myślących ludzi. (пол.переклад Feliks Słotwiński). Kraków. 1814.